# 南原独孤氏
南原独孤氏（ナムォンドッコし、남원독고씨）は、朝鮮の氏族の一つ。本貫は全羅北道南原市である。2015年調査では、457人である。
始祖は、中国河南省出身の独孤公舜である。独孤公舜は唐の八学士の一人として朝鮮半島に入り、新羅末期に帰化した。独孤公舜の子孫の独孤信が、高麗の忠粛王時代に、南原君に封ぜられ、南原を本貫にして南原独孤氏を創始した。